# Paul Cohen (Trompeter)
Paul „Pauly“ Cohen (* 3. Oktober 1922 in Brooklyn; † 8. Februar 2021 in Tamarac, Florida) war ein US-amerikanischer Jazztrompeter.

## Leben und Wirken
Cohen hatte Unterricht bei William Vacchiano, Prinzipal-Trompeter des New York Philharmonic. Mit 18  Jahren hatte er erste professionelle Auftritte im Forest Hotel in Manhattan und spielte ab den frühen 1940er-Jahren bei Bob Chester (mit dem erste Plattenaufnahmen entstanden) und in der kurzlebigen Bigband von Earl Hines; ab 1945 bei Roy Eldridge, Artie Shaw, Benny Carter, Buddy Rich, Claude Thornhill, Boyd Raeburn und Buddy DeFranco. In den 1950er-Jahren arbeitete er u. a. bei Pupi Campo, Woody Herman and His Orchestra und 1954/55 bei Tommy Dorsey, mit dem er auch in Fernsehshows auftrat. Nach Dorseys Tod gehörte er den Orchestern von Sy Oliver, Johnny Richards und Machito; 1961 tourte er mit Quincy Jones in Europa. In den frühen 70ern gehörte er dem Count Basie Orchestra an; 1976 Clark Terrys Big B-A-D Band (Live at Buddy's Place). 1979 gastierte er mit der Basie-Band und Ella Fitzgerald auf dem Montreux Jazz Festival.
In den 1980er-Jahren war Cohen noch an Bigband-Projekten von Dick Meldonian und Loren Schoenberg beteiligt; 1985 trat er mit Benny Goodman in der TV-Show Let's Dance, a Musical Tribute auf.  Letzte Aufnahmen entstanden 1988, als er mit Buck Claytons Swing Band spielte. Im Bereich des Jazz war er zwischen 1941 und 1988 an 104 Aufnahmesessions beteiligt, außer den Genannten auch bei A. K. Salim und Herb Pomeroy.  Ein Dokumentarfilm über sein Leben, Taking Charge – The Pauly Cohen Story, wurde 2013 auf dem Arizona International Film Festival uraufgeführt. In späteren Jahren lebte er in Florida, wo er noch 2016 mit eigener Bigband auftrat.
Cohen starb im Februar 2021 an den Folgen der COVID-19-Erkrankung.